# M-Pesa

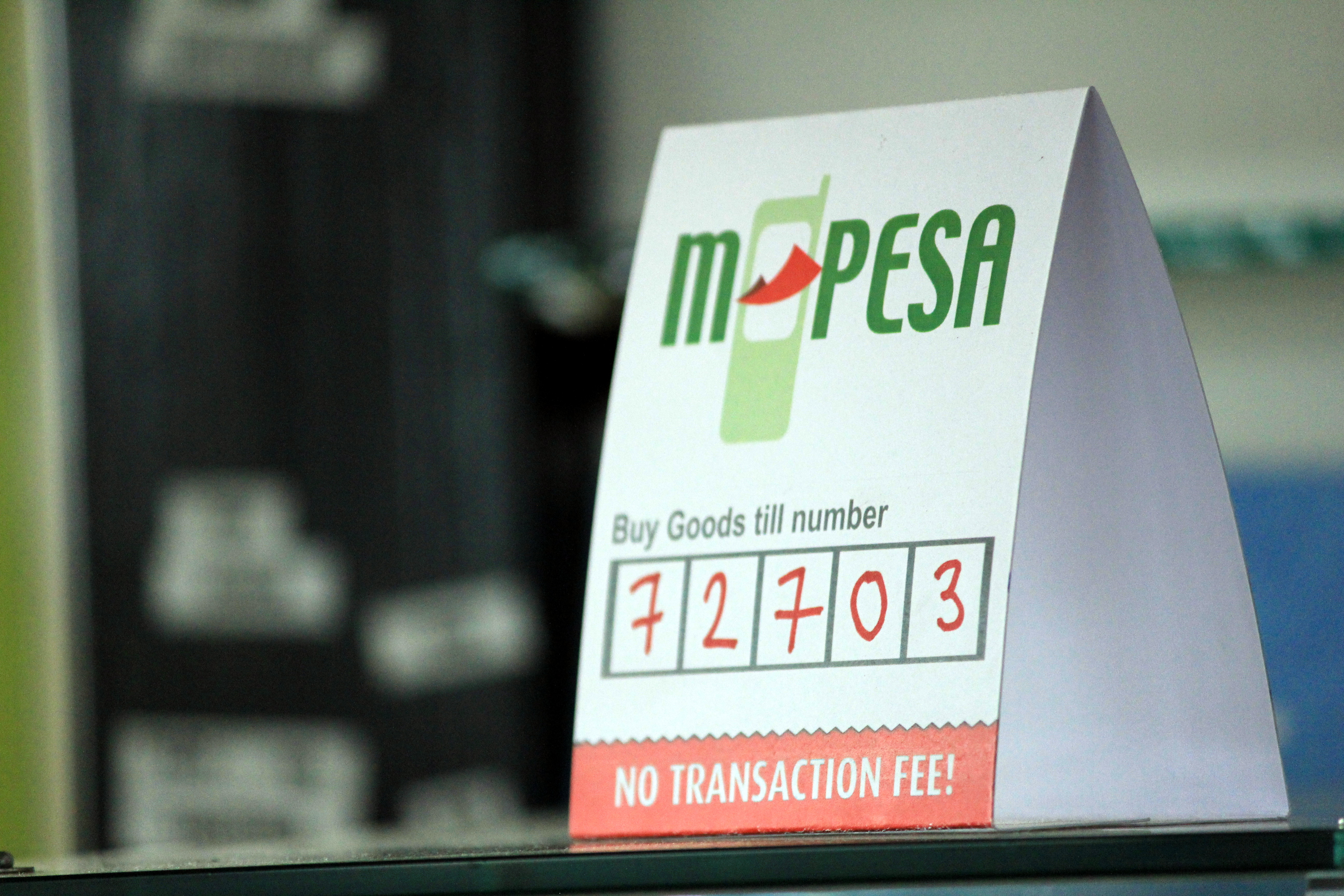
Plaqueta de pagamento M-Pesa.

M-Pesa (M de mobile, móvel em inglês; pesa de dinheiro, em suaíli) é um serviço de banco por celular da Vodafone (através da filial Safaricom) oferecido no Quênia desde março de 2007, sendo o primeiro a operar extensivamente. Atraiu dez milhões de clientes em três anos, representando 11% do PIB e 45% da população adulta do país.
No final de 2009 contava com 9 milhões de usuários. No início de 2011 contava com 14 milhões de usuários, movimentando US$14 milhões/dia e abrangendo 68% da população adulta do Quênia e 81% dos clientes da operadora. A maioria dos clientes é ativa.

## Funcionamento
O cliente vai até uma loja de varejo (agente) e troca dinheiro por créditos eletrônicos. Essas lojas recebem uma taxa paga pela Safaricom a cada conversão de valores realizada. O dinheiro torna-se então e-float (crédito da Safaricom) até estar pronto para ser usado em transferências, compra de créditos de celular ou faturas de contas, com valor máximo de US$800. A conta de dinheiro eletrônico fica vinculada ao número de telefone e é acessível através do aplicativo no cartão SIM do cliente.